# Saturday Night Gave Me Sunday Morning
Saturday Night Gave Me Sunday Morning è una canzone della rock band statunitense Bon Jovi, primo singolo estratto dall'album Burning Bridges. Il singolo ha debuttato nelle radio di tutto il mondo il 17 luglio 2015 e verrà ufficialmente pubblicato il 31 luglio 2015.

## La canzone
La canzone è stata scritta da Jon Bon Jovi, Richie Sambora e John Shanks e prodotta dagli stessi Shanks e Bon Jovi.
Il brano è stato scritto durante le sessioni dell'album The Circle nel 2009 e registrato tra Los Angeles e New York.